# Pierre Bourdieu (berger)
Pour les articles homonymes, voir Bourdieu (homonymie).
Pas d'image ? Cliquez ici
Pierre Bourdieu (1895-1969) est un berger français d'Escot, dans les Pyrénées-Atlantiques. Il est connu pour avoir effectué des ascensions en escalade, le plus souvent pieds nus. Le 4 juin 1922, il effectue, en 45 minutes, pieds nus et sans corde, la première du Capéran de Sesques, où plusieurs pyrénéistes chevronnés avaient auparavant échoué. Avant cette ascension, effectuée par la face Sud, le Capéran de Sesques était considérée comme impossible, même une tentative d'escalade avec lancer de corde à l'arbalète ayant été vaine.
Bourdieu avait des opinions royalistes. Cela ne l’empêcha pas de recueillir et de cacher, pendant la Seconde Guerre mondiale, le pyrénéiste communiste et résistant Henri Barrio qui, arrêté par la Gestapo et emmené à Toulouse, avait sauté du train pour s’évader.

## Sources
- R. B.,  « Bourdieu (Pierre) » dans Le Dictionnaire des Pyrénées, Toulouse, Privat, 1999, 923 p. (ISBN 2708968165)
- Laborde Balen,  « Capéran de Sesques » dans Le Dictionnaire des Pyrénées, Toulouse, Privat, 1999, 923 p. (ISBN 2708968165)